# Sue Black (anthropologue)
Pour les articles homonymes, voir Sue Black et Black.
Susan Margaret Black (née Gunn le 7 mai 1961) est une anthropologue médico-légale, anatomiste et universitaire écossaise. Elle est vice-chancelière professionnelle chargée de l'engagement à l'Université de Lancaster. De 2005 à 2018, elle a été professeure d’anatomie et d’anthropologie médico-légale à l’Université de Dundee,,,,,.

## Biographie

### Éducation
Sue Black est née à Inverness et a fait ses études à l’Inverness Royal Academy. Elle a étudié à l'Université d'Aberdeen, où elle a obtenu un baccalauréat ès sciences avec spécialisation en anatomie humaine en 1982 et un doctorat pour sa thèse sur «l'identification à partir du squelette humain» en 1986,,.

### Carrière et recherche
En 1987, elle commencé sa carrière dans l'anthropologie médico-légale en étant nommée chargée de cours en anatomie à l'Hôpital St Thomas de Londres, où elle est restée jusqu'en 1992,.
Entre 1992 et 2003, elle a travaillé à contrat pour le Foreign Office et le Commonwealth Office du Royaume-Uni et pour l'Organisation des Nations unies, impliquant l'identification de victimes et d'auteurs de divers conflits. En 1999, elle est devenue l'anthropologue légiste en chef de l'équipe médico-légale britannique au Kosovo, déployée par le FCO au nom des Nations unies et plus tard cette année-là en Sierra Leone et à la Grenade,.
En 2003, elle a effectué deux tournées en Irak. En 2005, elle a participé à la contribution du Royaume-Uni à l'opération d'identification des victimes du tsunami en Thaïlande (dirigée conjointement par les équipes thaïlandaise et australienne d'identification des victimes des catastrophes) dans le cadre de la réponse internationale au séisme et au tsunami de 2004 dans l'océan Indien.
En 2005, Black a été nommée professeur d'anatomie et d'anthropologie médico-légale à l'Université de Dundee. En 2008, elle a été nommée directrice du nouveau Centre d'anatomie et d'identification humaine de l'Université de Dundee (CAHID), qui propose des cours de premier cycle en anthropologie médico-légale et des cours de troisième cycle en anatomie et anthropologie médico-légale avancée. Ce département forme l'équipe nationale britannique d'identification des victimes de catastrophes (DVI) pour la police et les scientifiques aux pratiques avancées de la morgue.
En 2014, Black a aidé la police à arrêter à Manchester  un homme de 34 ans soupçonné de s'être filmé en train de violer un enfant. Elle a pu confirmer l'identité du suspect en analysant des vidéos et des images de ses mains. Il a été reconnu coupable et elle a reçu une mention élogieuse de la police pour son travail.
Black fait partie des directeurs du Centre d'assistance médico-légale internationale,, et des fondateurs de l'Association britannique pour l'identification humaine, et de l'Association britannique d'anthropologie médico-légale.

## Prix et distinctions
Black a été élue membre de la Royal Society of Edinburgh (FRSE) en 2005, membre du Royal Anthropological Institute, membre du Collège royal de médecine et membre honoraire du Collège royal des médecins et chirurgiens de Glasgow (en). En 2001, Black a été nommée officier de l'Ordre de l'Empire britannique (OBE) pour ses services en anthropologie médico-légale au Kosovo. En 2008, elle a reçu la médaille Lucy Mair de l'Institut royal d'anthropologie et une mention élogieuse de la police pour sa formation à la DVI. En 2009, elle a reçu le prix Brian Cox de l'Université d'Aberdeen pour son engagement public,.
Black et son équipe du Centre d'anatomie et d'identification humaine ont reçu le prix Stephen Fry de l'Université de Dundee pour l'engagement public avec la recherche en 2012 et le prix de l'anniversaire de la Reine pour l'enseignement supérieur en 2013,. En mai 2014, elle a reçu le prestigieux prix de mérite de la Royal Society Wolfson pour ses recherches sur l'identification de la main.
Black a été nommé Dame Commandeur de l'Ordre de l'Empire britannique (DBE) lors de l'anniversaire de 2016 pour services rendus à l'anthropologie médico-légale.
En 2017, Dame (en) Sue a reçu un doctorat honorifique en médecine de l'Université de St.Andrews pour sa contribution à la science et à l'humanité. En 2018, son livre All That Remains: A Life in Death a remporté le prix Saltire du Livre de l'année. Elle est créée pair à vie le 26 mars 2021.